# Llay
Llay (en anglais) ou Llai (en gallois) est un village et une communauté du borough de comté de Wrexham, au pays de Galles.

## Géographie
Llay est situé à 6 km au nord du centre-ville de Wrexham.

## Démographie
Au recensement de 2011, la communauté de Llay comptait 4 814 habitants.